# Scy-Chazelles
Scy-Chazelles település Franciaországban, Moselle megyében. Lakosainak száma 2665 fő (2022. január 1.). Scy-Chazelles Plappeville, Moulins-lès-Metz, Le Ban-Saint-Martin, Châtel-Saint-Germain, Lessy, Longeville-lès-Metz és Montigny-lès-Metz községekkel határos.

## Népesség
A település népessége az elmúlt években az alábbi módon változott:
| Lakosok száma | 2123 | 1991 | 2129 | 2825 | 2717 | 2694 | 2676 | 2675 | 2665 | 2665 |
|               | 1968 | 1982 | 1990 | 2006 | 2013 | 2015 | 2017 | 2019 | 2020 | 2022 |